# クラージュ・C60

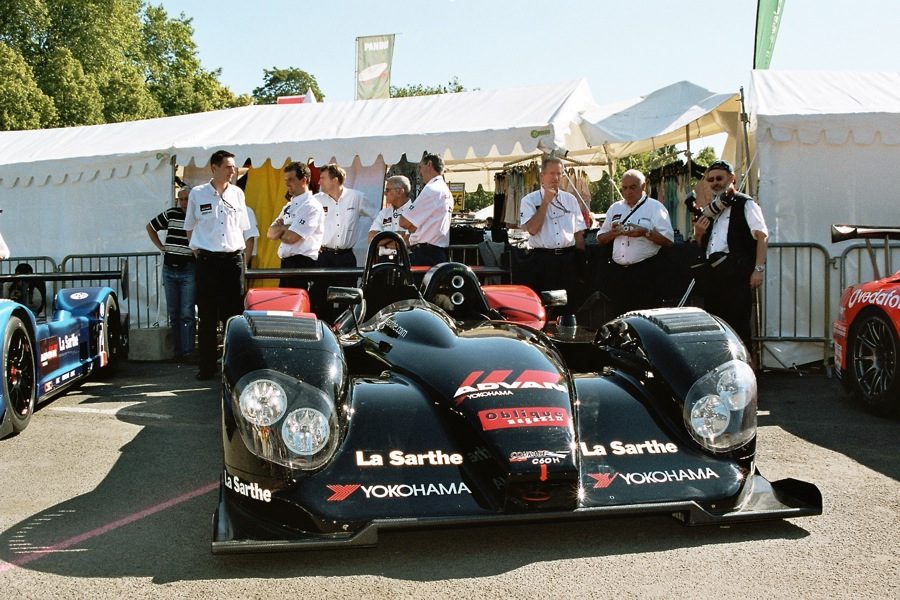
2005年ルマン24時間レース、クラージュ・C60ハイブリッド

クラージュ・C60は、 クラージュ・コンペティションが2000年に開発し、2006年まで使用されたプロトタイプレーシングカー。クラージュ・C52の後継モデルにあたる。
本項ではペスカロロ・スポールが改良を加えたモデルであるペスカロロ・C60についても解説する。

## 概要
2000年にC52の後継として登場。それまでのクラージュ製マシンと同じく、主にプライベーターへ供給する目的で開発された。エンジンはジャッド製の4リッターV10自然吸気「GV4」を搭載する。
2005年には新たなLMP1規定に対応したC60 Hybridに進化した。リアウィングのデザインに変化が生じている。エンジンはGV4を継続搭載する。
2006年、本車の後継となるLC70がデビューした。

### ペスカロロ・スポールによる改良
フランス人レーシングドライバーのアンリ・ペスカロロが結成したレーシングチーム「ペスカロロ・スポール」では、2001年よりC60に独自の改良を施してレースに投入した。エンジンはノーマルのGV4に代わり、プジョー製の3.2リッターV6ツインターボ「A32」を搭載。ボディにはトヨタ・GT-Oneなどの開発に携わったアンドレ・デ・コルタンツの手で改良が加えられた。
2003年以降はスポンサーにレースゲーム「グランツーリスモシリーズ」が加わり、翌年に発売された「グランツーリスモ4」に本車が収録されている。
2004年にはエンジンをジャッド製の5リッターV10自然吸気「GV5」に換装した。この頃よりペスカロロ仕様のC60はクラージュの手を離れ、ペスカロロ・C60としてより独自開発色を強めていく事となる。
2005年にはベースモデル同様にC60 Hybridへと進化したが、クラージュ製のC60 HybridがGV4エンジンを搭載しているのに対し、ペスカロロ製のC60 Hybridは2004年仕様からキャリーオーバーしたGV5エンジンを搭載している点が異なる。

## レース活動
2000年、C60はシルバーストーン500 USAチャレンジでデビューした。SMGコンペティションが総合10位、LMPクラス8位だった。ルマン24時間レースでは、同チーム参戦、サスペンションの故障で219周でリタイヤした。 SMGはニュルブルクリンク1000kmでは、44周でリタイアした。
2001年、ペスカロロスポールはマシンをクラージュC52からC60に変更した。C60での初レースはセブリング12時間レースだった。しかし、167周後のエンジントラブルでリタイア、総合25位、クラス7位。しかしELMS第2戦、ドニントンパークでは、アウディ以外のエントリーの中で最速の4位になった。ルマン24時間レースでは3台のC60が参戦。最高位は総合13位、LMP900では4位だった。ELMSでは 第4戦エストリルでぺスカロロスポールのC60が初勝利を挙げた。FIAスポーツカー選手権ではマニクールで優勝しクラス6位、ELMSではクラス3位になった。
2002年、クラージュコンペティションは、ジャッドエンジンのC60を使用し、ファクトリーチームで参戦、ペスカロロスポールはプジョーエンジンのC60を継続。FIAスポーツカー選手権ではペスカロロが2勝しクラス2位、クラージュはクラス4位だった。クラージュはSR1クラスコンストラクターズチャンピオンシップで、童夢と同点だったが勝利数で2位となった。ルマン24時間レースには3台のC60がエントリー。ペスカロロの1台には片山右京がドライブした。しかし片山のC60は144周後にエンジントラブルでリタイヤした。しかしもう1台ペスカロロC60は総合10位、クラス9位、クラージュのC60は総合15位、クラス11位でフィニッシュした。
2003年、ぺスカロロはFIAスポーツカー選手権で2勝しクラス2位だった。前年と同様に、3台のC60がルマン24時間レースに出場、 3台のC60はそれぞれ総合7位、8位、9位で完走、LMP900クラスでは5位、6位、7位だった。
2004年、ペスカロロは、「ペスカロロ・C60」としてC60を使用した唯一のチームだった。新たに始まったルマン耐久シリーズ（LMES）に参戦。LMP1クラス総合6位だった。ル・マン24時間レースでは、エリックコマス、ブノワトレルイエ、ソエイルアヤリが総合4位になり、アウディ以外のマシンでは最上位だった。

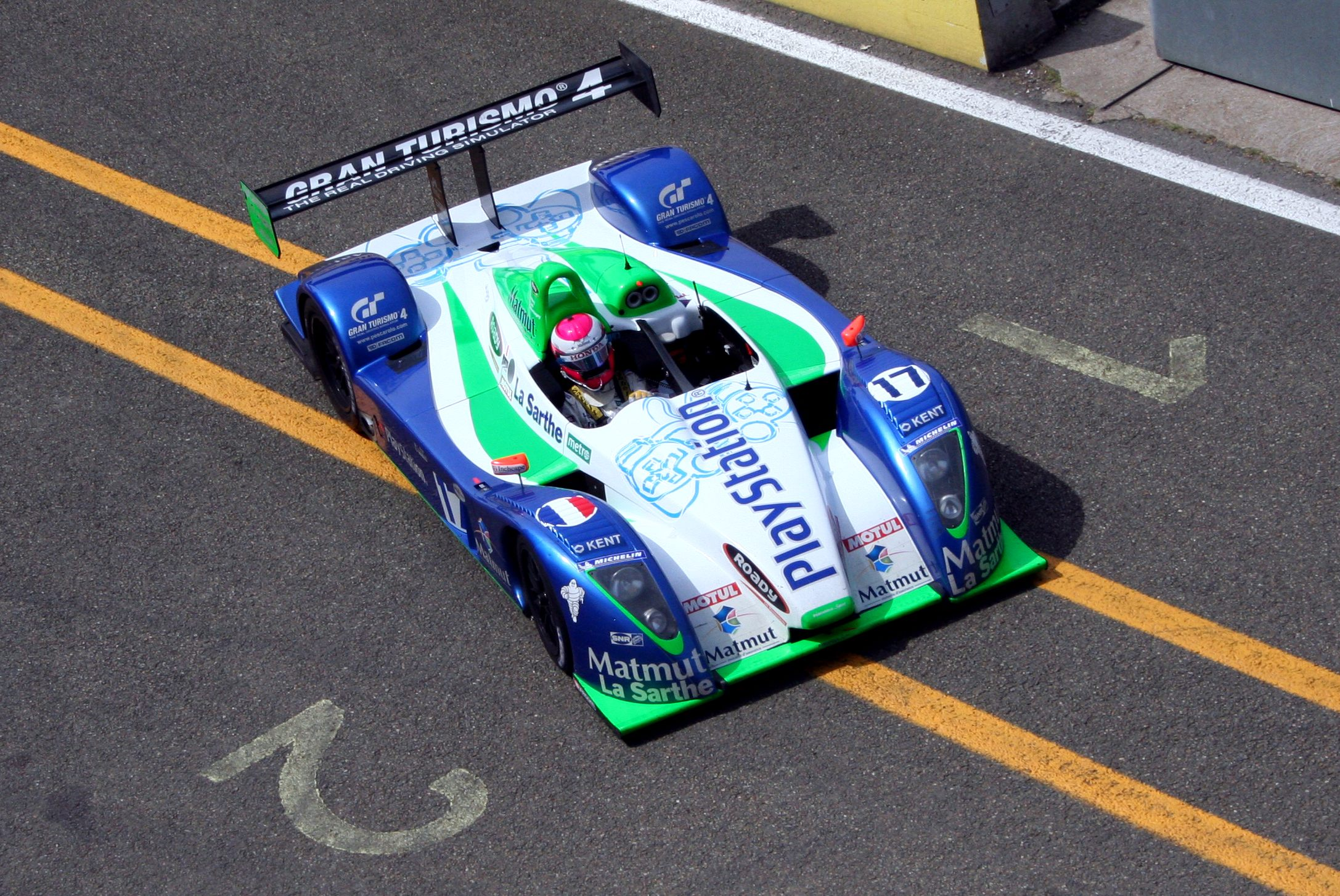
2006年ルマン24時間レース、総合2位となった、ぺスカロロ・C60ハイブリッド

2005年、クラージュコンペティションは新たなLMP1規定に対応したC60ハイブリッドに改良され、ぺスカロロもC60ハイブリッドになった。ルマン耐久シリーズでは、ぺスカロロはシーズン2勝を上げLMP1クラスで初の総合優勝をした。クラージュは総合7位だった。ル・マン24時間レースでは、両チーム2台ずつ参戦。クラージュはドミニク・シュワガー、中野信治などがドライブ。ペスカロロは、エリック・コマス、セバスチャン・ローブなどがドライブした。両チーム1台はリタイヤしたが、もう1台はペスカロロが総合2位、クラージュは総合8位でフィニッシュした。
2006年、ペスカロロは、改名したルマンシリーズ（LMS）で唯一C60で参戦。全戦で優勝しLMP1クラス総合優勝した。ル・マン24時間レースでは、ペスカロロは2台のC60ハイブリッドで参戦。フランク・モンタニー、セバスチャン・ローブ、エリック・エラリー組が総合2位、エリック・コマスらの組は総合5位でフィニッシュした。クラージュ・C60は、2007年からの新LMP1規制によって廃止され、ペスカロロ・01に置き換えられた。